# Billy Mills
William Mervin Mills, detto Billy (Pine Ridge, 30 giugno 1938), è un ex mezzofondista e maratoneta statunitense, campione olimpico dei 10000 metri piani a Tokyo 1964.

## Biografia
William Mervin Mills, detto Billy, nasce nel 1938 a Pine Ridge, nel Dakota del Sud. Di origini native americane (Lakota), cresce nella riserva indiana della sua città natale. Orfano dall'età di 12 anni, si avvicina allo sport durante gli studi, dedicandosi ben presto esclusivamente all'atletica leggera.
Frequenta l'Università del Kansas, vincendo nel 1960 il titolo individuale del campionato Big Eight di corsa campestre. Viene anche nominato per tre volte NCAA All-America cross-country runner e porta per due volte la propria università a vincere il titolo a squadre di atletica leggera. Si laurea in educazione fisica e successivamente entra nel corpo dei Marine.
Nel 1964 Mills riesce ad ottenere la qualificazione per i Giochi olimpici di Tokyo, nelle specialità dei 10000 m piani e della maratona.
I favoriti della gara dei 10000 m sono Ron Clarke, che detiene il record mondiale, ed il sovietico Pëtr Bolotnikov, campione olimpico in carica. Mills, che ai trials si era classificato secondo, riesce a sorpresa a vincere l'oro precedendo il tunisino Gammoudi e Clarke; con il tempo di 28'24"4 realizza il nuovo primato olimpico e migliora il proprio personale di ben 50 secondi. È il primo statunitense a vincere i Giochi olimpici nei 10000 m piani.
Mills corre anche la maratona, concludendo la gara al 14º posto con un tempo di 2h22'55".
Dopo le Olimpiadi realizza il nuovo record nazionale sui 10000 m (28'17"6) e sulle 3 miglia. Nel 1965, Mills e Gerry Lindgren migliorano il primato mondiale delle 6 miglia, vincendo alla pari il titolo americano AAU, correndo in 27'11"6.
Billy Mills viene introdotto nella United States Track and Field Hall of Fame nel 1976, e nella U.S. Olympic Hall of Fame nel 1984. Mills è stato anche il soggetto del film Running Brave, datato 1983, con Robby Benson nel ruolo del protagonista.

## Palmarès
| Anno | Manifestazione  | Sede  | Evento        | Risultato | Prestazione | Note            |
| ---- | --------------- | ----- | ------------- | --------- | ----------- | --------------- |
| 1964 | Giochi olimpici | Tokyo | 10000 m piani | Oro       | 28'24"4     | Record olimpico |
| 1964 | Giochi olimpici | Tokyo | Maratona      | 14º       | 2h22'55"    |                 |

## Campionati nazionali
1965
- Oro ai campionati statunitensi, 6 miglia - 27'12"

## Altre competizioni internazionali
1959
- 10º alla Corrida Internacional de São Silvestre ( San Paolo), 7,3 km - 22'52"

1963
- 14º alla Corrida Internacional de São Silvestre ( San Paolo), 7,3 km - 23'07"

1965
- Oro alla Cinque Mulini ( San Vittore Olona) - 31'56"